# Municipio de San Pedro Atoyac
El municipio de San Pedro Atoyac es uno de los 570 municipios del estado mexicano de Oaxaca. Su cabecera es la localidad de San Pedro Atoyac.

## Geografía
El municipio de San Pedro Atoyac colinda al norte con el municipio de Santa María Ipalapa, al este con el municipio de San Juan Colorado, al sur con el municipio de San Pedro Jicayán y al oeste con el municipio de San Antonio Tepetlapa.

## Localidades
El municipio de San Pedro Atoyac cuenta con trece localidades.
| Localidad        | Población (2020) |
| ---------------- | ---------------- |
| San Pedro Atoyac | 2729             |
| Barrio Chico     | 308              |
| Zapote Blanoc    | 304              |

## Gobierno
| Presidente municipal               | Periodo   | Partido | Partido                              |
| ---------------------------------- | --------- | ------- | ------------------------------------ |
| Mario Alfredo Guzmán Gil           | 1993-1995 |         | Partido Revolucionario Institucional |
| Sebastián Mejía Miguel             | 1996-1998 |         | Partido Revolucionario Institucional |
| Ricardo Gaytán Mejía               | 1999-2001 |         | Partido Revolucionario Institucional |
| Faustino Dagoberto Morales Cruz    | 2002-2004 |         | Partido de la Revolución Democrática |
| Heladio Guzmán Gil                 | 2005-2007 |         | Partido de la Revolución Democrática |
| Florencio Fuentes Cruz             | 2008-2010 |         | Partido Revolucionario Institucional |
| Fausto Miguel Martínez Márquez     | 2011-2013 |         | Partido de la Revolución Democrática |
| Gabriel Mejía Alonso               | 2014-2016 |         | Partido Revolucionario Institucional |
| Irma Aguilar Raymundo              | 2017-2018 |         | Partido de la Revolución Democrática |
| Eliezer Silvino Gutiérrez Martínez | 2019-2021 |         | Partido de la Revolución Democrática |
| Uriel García Mejía                 | 2022-2024 |         | Nueva Alianza Oaxaca                 |